# فؤاد الرشيدي
فؤاد الرشيدي (بالإنجليزية: Fouad El Rachidi) ممثل مصري من مواليد 10 يونيو عام 1896، بدأ نشاطه الفني في منتصف ثلاثينات القرن العشرين، وأدى أدوارًا ثانوية مميزة، كما كان عضوًا بفرقة نجيب الريحاني المسرحية. فؤاد الرشيدي هو والد الممثل فاروق الرشيدي (1942 - 2017) الذي عشق الفن منذ صغره وتخرج من المعهد العالي للسينما.
أختم مسيرته الفنية بفيلم «أرضنا الخضراء» للمخرج أحمد ضياء الدين عام 1956 ليرحل بعدها بسنتين في 6 يونيو سنة 1958.

## قائمة أعماله
فيلم «البنكنوت» عام 1936 للمخرج أحمد جلال.
فيلم «لاشين» عام 1938 للمخرج فريتز كرامب.
فيلم «دنانير» عام 1939 للمخرج أحمد بدرخان.
فيلم «العودة إلى الريف» عام 1939 للمخرج أحمد كامل مرسي.
فيلم «سي عمر» عام 1941 للمخرج نيازي مصطفى.
فيلم «عايدة» عام 1942 للمخرج أحمد بدرخان.
فيلم «يسقط الحب» عام 1943 للمخرج إبراهيم لاما.
فيلم «شهداء الغرام» عام 1944 للمخرج كمال سليم.
فيلم «برلنتي» عام 1944 للمخرج يوسف وهبي.
فيلم «غرام وانتقام» عام 1944 للمخرج يوسف وهبي.
فيلم «شارع محمد علي» عام 1944 للمخرج نيازي مصطفى.
فيلم «حبابة» عام 1944 للمخرج نيازي مصطفى.
فيلم «الأبرياء» عام 1944 للمخرج أحمد بدرخان.
فيلم «عنتر وعبلة» عام 1945 للمخرج نيازي مصطفى.
فيلم «رابحة» عام 1945 للمخرج نيازي مصطفى.
فيلم «النائب العام» عام 1946 للمخرج أحمد كامل مرسي.
فيلم «أول نظرة» عام 1946 للمخرج نيازي مصطفى،
فيلم «أميرة الجزيرة» عام 1948 للمخرج حسن رمزي.
فيلم «حب» عام 1948 للمخرج عبد العزيز حسين.
فيلم «غزل البنات» عام 1949 للمخرج أنور وجدي.
فيلم «المصري أفندي» عام 1949 للمخرج حسين صدقي.
فيلم «وهيبة ملكة الغجر» عام 1951 للمخرج نيازي مصطفى.
فيلم «ضحيت غرامي» عام 1951 للمخرج إبراهيم عمارة.
فيلم «بلال مؤذن الرسول» عام 1953 للمخرج أحمد الطوخي.
فيلم «أرضنا الخضراء» عام 1956 للمخرج أحمد ضياء الدين.

## وصلات خارجية
- فؤاد الرشيدي على موقع IMDb (الإنجليزية)
- فؤاد الرشيدي على موقع الدهليز
- فؤاد الرشيدي على موقع قاعدة بيانات الأفلام العربية
- فؤاد الرشيدي على الدهليز
- فؤاد الرشيدي على كاروهات